# (5721) 1984 SO5
Az (5721) 1984 SO5 a Naprendszer kisbolygóövében található aszteroida. Henri Debehogne fedezte fel 1984. szeptember 18-án.